# Fokker T.V
De Fokker T.V is een tweemotorige jachtkruiser-bommenwerper van Fokker. Het was een voor die tijd vrij modern toestel dat werd gebruikt door de Nederlandse Luchtvaartafdeeling. Het vliegtuig was in 1935 ontworpen als jachtkruiser om grote gebieden lange tijd te bewaken, maar werd uiteindelijk besteld om te gebruiken als bommenwerper.
In het oorspronkelijke plan moesten er drie BomVAs (bombardeervliegtuig-afdeling) komen, maar toen de Tweede Wereldoorlog uitbrak waren er slechts zestien Fokker T.V's geleverd, waarvan negen (850, 853, 854, 855, 856, 858, 859, 862 en 865) bij één BomVA waren ingedeeld, de 852 was bijna gereed gemaakt, de 857 had geen motoren, de 863 wachtte op bewapening, de 851 werd als bron van reserve-onderdelen gebruik en de 860 stond naast het gebouw van de KLM. Behalve deze toestellen, die allemaal op Schiphol stonden, stond de 861 op De Vlijt, Texel, waar hij voor de vliegeropleiding gebruikt werd. Van de negen operationele toestellen waren slechts twee met bommenrekken uitgerust.
In de meidagen van 1940 hebben de Fokker T.V's vliegvelden, die door Duitse luchtlandingstroepen veroverd waren, gemitrailleerd. De 850 en 856, de enige met bommenrekken, hebben tevergeefs geprobeerd de Moerdijkbrug te vernietigen, die al op 10 mei door Duitse parachutisten veroverd was en een doorbraak van de Duitsers in stelling Holland kon betekenen. Op 13 mei ging de 856 als laatste Fokker T.V van BomVA verloren.
Evenals de Fokker G1 was het vliegtuig uitgerust met een intrekbaar landingsgestel, hetgeen de meeste overige Nederlandse toestellen moesten ontberen. Het had een 20 mm-boordkanon van Solothurn in de neuskoepel. Door het ontbreken van een rubberen veiligheidscoating om de vleugeltanks werden deze toestellen door lichtspoormunitie snel in brand geschoten.